# Euhybus dubius
Euhybus dubius är en tvåvingeart som beskrevs av Ale-rocha 2002. Euhybus dubius ingår i släktet Euhybus och familjen puckeldansflugor. Inga underarter finns listade i Catalogue of Life.